# Польско-русская война под бело-красным флагом
Польско-русская война под бело-красным флагом (пол. Wojna polsko-ruska pod flagą biało-czerwoną) — дебютный роман польской писательницы Дороты Масловской. Карикатура на польскую ксенофобию.

## История
Роман Дорота Масловская писала во время подготовки к экзамену на аттестат зрелости. При написании романа Дорота Масловская сотрудничала с польским литературным критиком Павлом Дуниным-Вонсовичем. Текст романа был готов 13 июня 2002 года. Книга была опубликована в 2002 году в издательстве «Lampa i Iskra Boża». Роман посвящён представителю молодёжной субкультуры, поэтому книга была анонсирована как «первая книга польского дресярства». Книга получила положительную рецензию польских писателей Ежи Пильха и Марцина Сведницкого. К концу 2002 года было продано около 40 тысяч экземпляров книги.
Книга была переведена на английский язык (White and Red), венгерский язык (Lengyel-ruszki háború a fehér-piros lobogó alatt), испанский язык (Blanco nieve, rojo Rusia), итальянский язык (Prendi tutto), немецкий язык (Schneeweiß und Russenrot), нидерландский язык (Sneeuwwit en Russisch Rood), русский язык (Польско-русская война под бело-красным флагом), словацкий язык (Sneh a krv), французский язык (Polococtail Party), чешский язык (Červená a bílá).
В 2002 году роман получил литературную премию «Паспорт Политики» за «оригинальный взгляд на польскую действительность и употребление вульгарного языка» и был номинирован на литературную премию «Нике».
В 2009 году на основе сюжета книги польский режиссёр Ксаверий Жулавский снял художественный фильм «Польско-русская война».

## Сюжет
В романе речь идёт о наркомане Анджее по кличке Сильный и его приключениях с женщинами. События повести разворачиваются на фоне распространённых в Польше антирусских фобий. Сильный находится под постоянным действием наркотиков и ему кажется, что вскоре должна начаться польско-русская война. Это ощущение вызывает у Сильного различные мысли, которые воплощаются в нелепые ситуации с женщинами.